# Nuša Rajher
Nuša Rajher (ur. 20 lipca 1983 w Mariborze) – słoweńska zawodniczka taekwondo, olimpijka z Londynu (2012), brązowa medalistka mistrzostw Europy.
W 2012 roku uczestniczyła w igrzyskach olimpijskich w Londynie. Wystąpiła w kategorii wagowej powyżej 67 kg i zajęła 9. miejsce. W eliminacjach pokonała Kazaszkę Fieruzę Jergieszową przez nagłą śmierć, w ćwierćfinale wynikiem 9:11 pokonała ją Rosjanka Anastasija Barysznikowa.
W 2010 roku zdobyła brązowy medal mistrzostw Europy, w latach 2008 i 2010 dwa srebrne medale wojskowych mistrzostw świata, a w latach 2011 i 2015 dwa brązowe medale światowych wojskowych igrzysk sportowych.